# Wallfahrtskirche Kleinholz

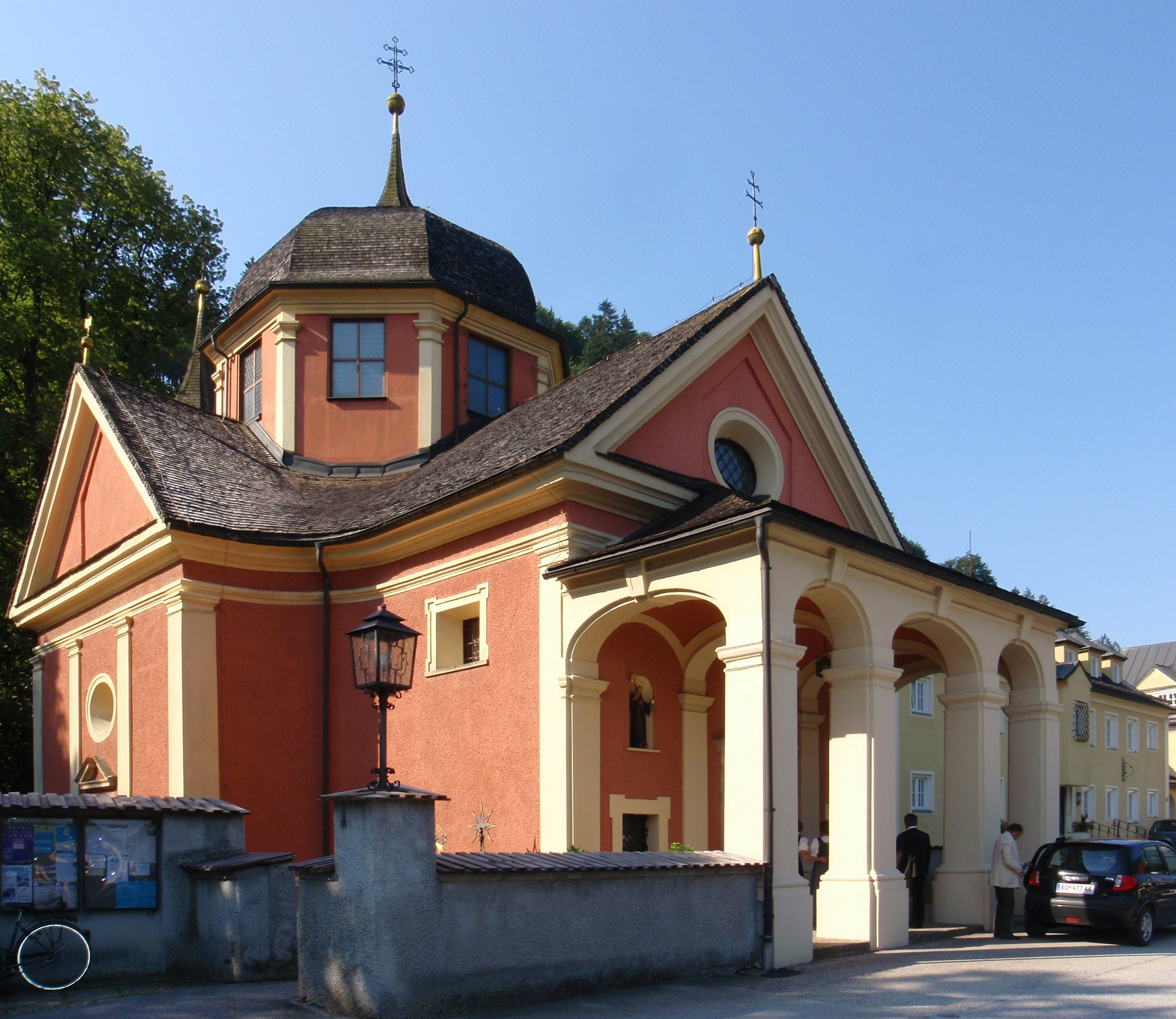
Wallfahrtskirche Maria Hilf in Kufstein-Kleinholz

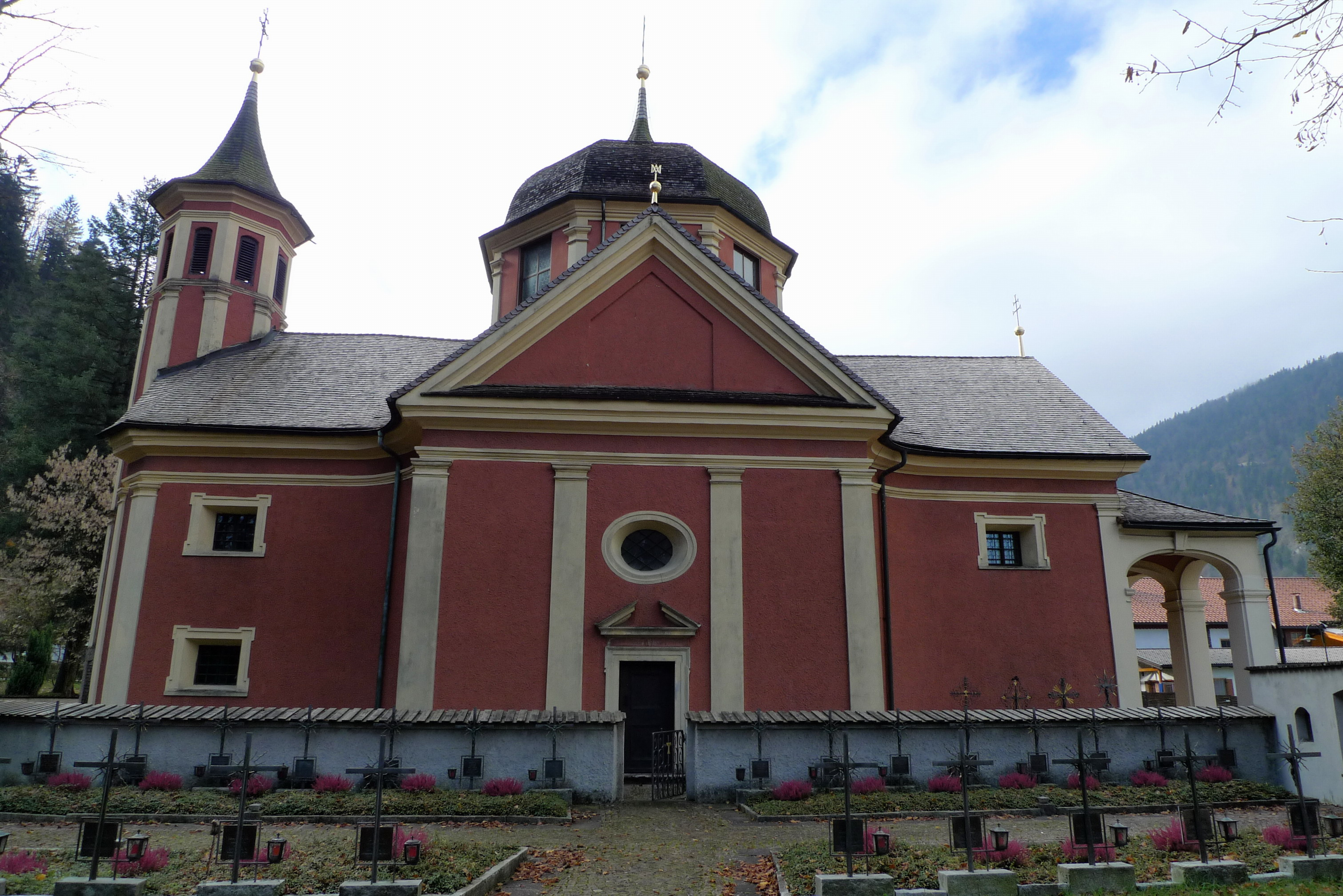
Seitenansicht; im Vordergrund der Friedhof der Missionare vom Kostbaren Blut CPPS

Die Wallfahrtskirche Maria Hilf ist eine römisch-katholische Wallfahrtskirche im Stadtteil Kleinholz in der Stadt Kufstein im österreichischen Bundesland Tirol.

## Geschichte
Urkundlich wurde vor 1600 eine Kapelle genannt. Der Ursprung der Wallfahrt geht auf den Kufsteiner Bäckermeister Johann Schiestl und seine Frau Katharina Lettenbichlerin zurück, die um 1670 eine gemauerte Kapelle erbauen und dafür eine Kopie des Gnadenbildes Maria Hilf malen ließen. Mit dem von den beiden Stiftern hinterlassenen Geld wurde die ursprüngliche Kapelle vergrößert. Der barocke Zentralbau wurde von 1679 bis 1681 errichtet. Von 1899 bis 1902 wurde die ehemalige Tambourkuppel innen durch eine Flachdecke ersetzt. Die Wallfahrtskirche wurde von 1972 bis 1980 restauriert.

## Wallfahrtskirche

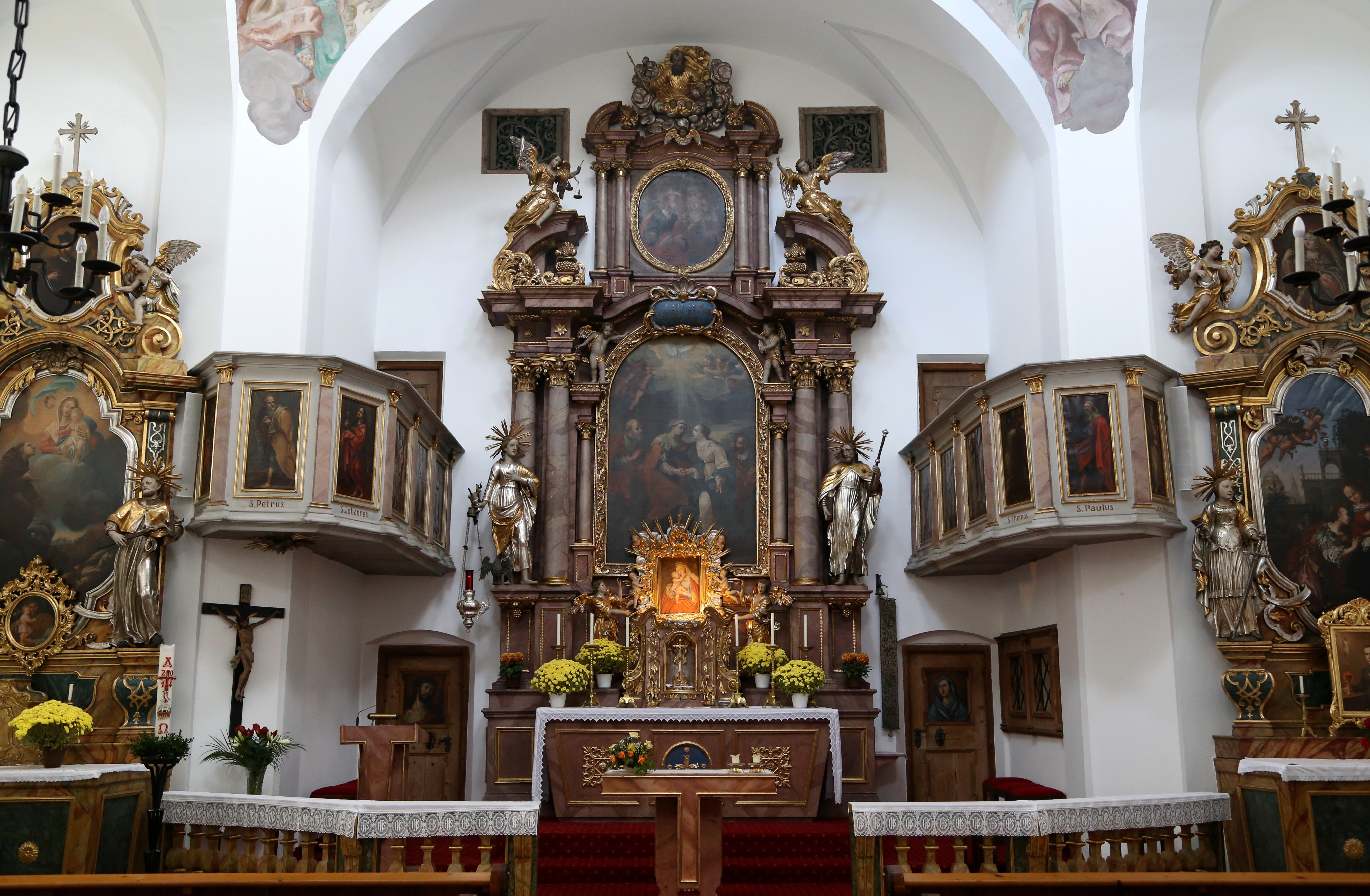
Innenansicht der Wallfahrtskirche

Die Wallfahrtskirche mit kreuzförmigem Grundriss hat ein Langhaus mit zwei kurzen Querarmen. Die Nord-, Ost- und Westseite mit Pilastergliederung zeigen eine Giebelfassade mit Satteldach. Der Südseite wurde in die Giebelfassade ein vorspringender achteckiger Turm eingebunden. Der runde Zentralraum zeigt sich innen durch die ausgerundeten Ecken und außen mit dem Tambourhaube. Der Eingangs- und Hauptfassade im Norden bildet eine dreiachsige Vorhalle mit korbbogigen Arkaden mit Platzlgewölben. Innen ist die Kirche längs und quer mit Flachtonnen mit Stichkappen überwölbt und hat im Norden zwei Emporengeschoße. Das Fresko Verehrung des kostbaren Blutes Christi an der Flachdecke malte 1939 der Maler Richard Holzner.
Der barocke Hochaltar aus 1711 zeigt das Altarbild Mariä Heimsuchung und trägt die Figuren der Heiligen Johannes Evangelist und Jakobus. Vor dem Hochaltarbild ist eine Kopie des Gnadenbildes Maria Hilf zu sehen. Der linke Seitenaltar um 1730 trägt die Statuen der Heiligen Ignatius von Loyola und Franz Xaver. Der rechte Seitenaltar um 1730 zeigt das Altarbild Vermählung Apollonia und trägt die Statuen der Heiligen Barbara und Apollonia. Die Altarbilder wurden von Michael Waginger geschaffen.

Im Chororatorium sind Leinwandbilder der zwölf Apostel um 1700, ein Leinwandbild Christus reicht dem hl. Franziskus den Portiunkula-Ablass mit Verleihung des Ablassprivilegs an Kleinholz um 1700. Es gibt ein geschnitztes und bemaltes Kruzifix auf einem Kreuz mit Wappen aus 1690 und einen gotischen Taufstein als Taufbecken.

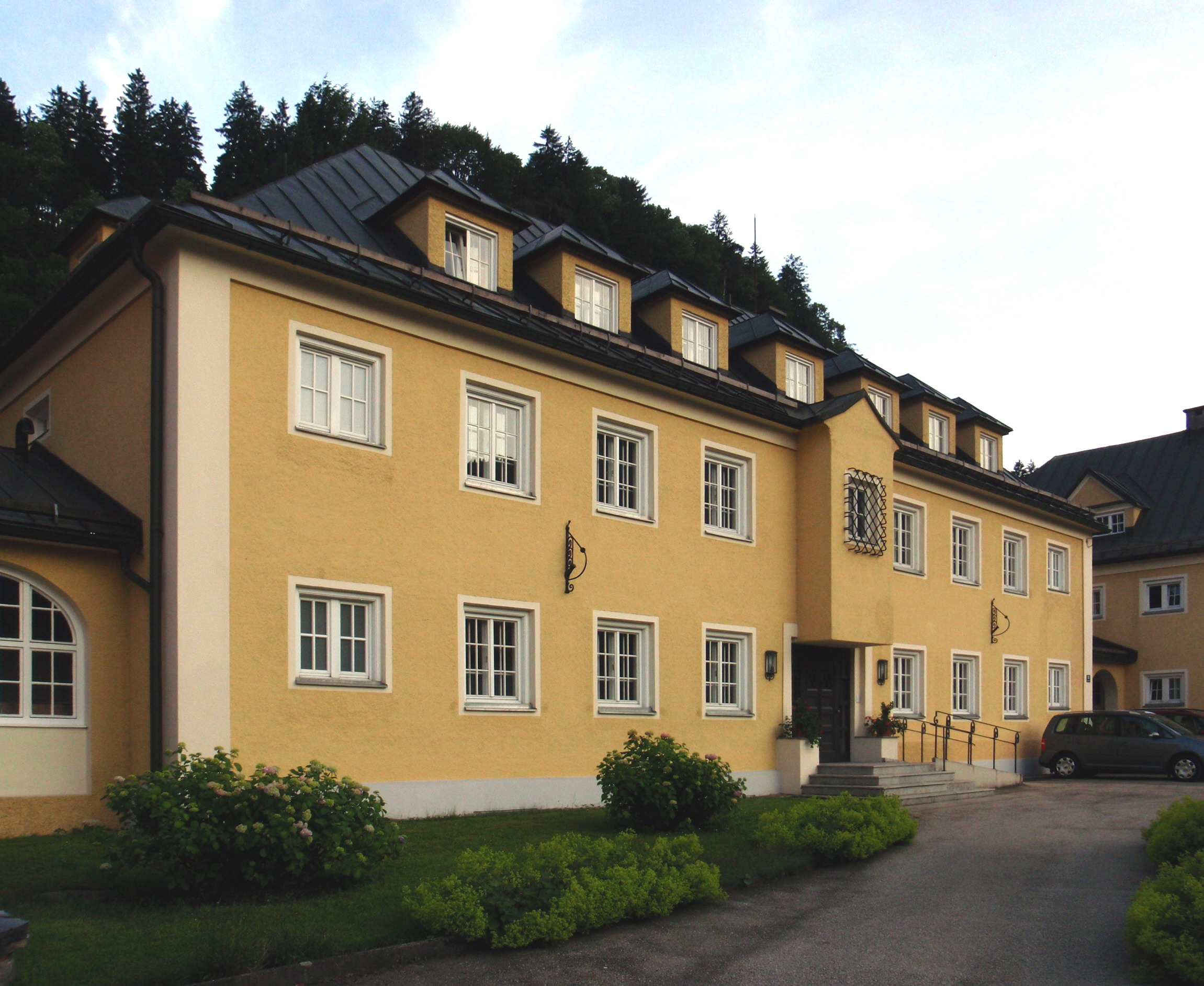
Kloster und Exerzitienhaus Maria Hilf in Kufstein-Kleinholz

Die Orgel aus 2000 wurde von Christian Erler 2000 gebaut. Eine Glocke stammt aus dem Jahr 1617.

## Kloster und Exerzitienhaus
Im Jahre 1922 gründeten die Missionare vom Kostbaren Blut auf Initiative von Pater Emil Kofler (1888–1950) Kloster und Exerzitienhaus neben der Wallfahrtskirche. Nach den Plänen des Architekten Clemens Holzmeister wurde 1923 das Kloster für die Missionare errichtet und 1928 um ein Exerzitienhaus erweitert. Das Missionsgebäude mit Kapelle steht wie die Wallfahrtskirche unter Denkmalschutz.
Derzeitiger Rektor der Wallfahrtskirche, des Klosters und des Exerzitienhauses ist Pater Andreas Hasenburger CPPS, der von 2007 bis zum 25. Juni 2019 auch die Funktion des Provinzials der deutschsprachigen Provinz seiner Ordensgemeinschaft ausübte.
Das Haus wurde nach dem altersbedingten Weggang der Missionare vom Kostbaren Blut im Oktober 2024 einer kleinen Gruppe von Priestern angeboten, die hier ein Oratorium des heiligen Philipp Neri gründen. Es ist ein Neuanfang. Im Wesentlichen soll die Seelsorge weitergehen. Vor allem soll das Kloster Maria Hilf ein Ort bleiben, an dem man einfach sein kann, wo gebetet wird und alle bei Maria Jesus finden können.